# كارلتون روز
كارلتون روز (بالإنجليزية: Carlton Rose)‏ هو لاعب كرة قدم أمريكية أمريكي، ولد في 8 فبراير 1962 في بومبانو سيتي في الولايات المتحدة، وتوفي في 26 مارس 2006.

## وصلات خارجية
- كارلتون روز على موقع مرجع كرة القدم المحترفة.كوم (الإنجليزية)